# Ignatiy Nesterov
Ignatius Mikhailovich Nesterov (Taskent, Uzbekistán, 20 de junio de 1983) es un futbolista uzbeko que juega como portero en el Qizilqum Zarafshon de la Super Liga de Uzbekistán. Es actualmente el guardameta con más participaciones con la selección de Uzbekistán con 106 partidos disputados.

## Trayectoria
Ha disputado entre los clubes de Uzbekistán de: Dinamo Samarcanda, Pajtakor Tashkent, Bunyodkor Tashkent, Lokomotiv Tashkent, Lokomotiv Tashkent, Qizilqum Zarafshon, teniendo un breve paso por el Ohod Club de Arabia Saudita.

## Selección nacional
El 21 de agosto de 2002 debutó con la selección de Uzbekistán en un partido amistoso contra Azerbaiyán, recibiendo dos goles en contra en el marcador final 2-0.
El 9 de enero de 2019 disputó la Copa Asiática 2019 contra la selección de Omán en la victoria 2-1. Nesterov se convirtió históricamente en disputar 5 torneos consecutivos de la Copa Asiática dados los años en el 2004,2007, 2011, 2015 y en el 2019.

#### Participaciones internacionales
| Competición        | Sede                                | Resultado        | Partidos | Goles |
| ------------------ | ----------------------------------- | ---------------- | -------- | ----- |
| Copa Asiática 2004 | China                               | Cuartos de final | 1        | -0    |
| Copa Asiática 2007 | Indonesia Malasia Tailandia Vietnam | Cuartos de final | 3        | -2    |
| Copa Asiática 2011 | Catar                               | Cuarto lugar     | 5        | -7    |
| Copa Asiática 2015 | Australia                           | Cuartos de final | 4        | -5    |
| Copa Asiática 2019 | Emiratos Árabes Unidos              | Octavos de final | 4        | -3    |

#### Participaciones en eliminatorias
| Eliminatoria               | Sede      | Resultado | Partidos | Goles |
| -------------------------- | --------- | --------- | -------- | ----- |
| Clasificación Mundial 2006 | Alemania  | Eliminado | 2        | -2    |
| Clasificación Mundial 2010 | Sudáfrica | Eliminado | 15       | -17   |
| Clasificación Mundial 2014 | Brasil    | Eliminado | 16       | -7    |
| Clasificación Mundial 2018 | Rusia     | Eliminado | 3        | -5    |

## Clubes
| Equipo             | País           | Año       |
| ------------------ | -------------- | --------- |
| Dinamo Samarcanda  | Uzbekistán     | 2001-2002 |
| Pajtakor Tashkent  | Uzbekistán     | 2002-2009 |
| Bunyodkor Tashkent | Uzbekistán     | 2009-2014 |
| Lokomotiv Tashkent | Uzbekistán     | 2014-2019 |
| Ohod Club          | Arabia Saudita | 2019      |
| Lokomotiv Tashkent | Uzbekistán     | 2019-2020 |
| Qizilqum Zarafshon | Uzbekistán     | 2020-Act. |

## Palmarés

### Títulos nacionales
| Título                   | Equipo             | País       | Año  |
| ------------------------ | ------------------ | ---------- | ---- |
| Super Liga de Uzbekistán | Pajtakor Tashkent  | Uzbekistán | 2002 |
| Copa de Uzbekistán       | Pajtakor Tashkent  | Uzbekistán | 2002 |
| Super Liga de Uzbekistán | Pajtakor Tashkent  | Uzbekistán | 2003 |
| Copa de Uzbekistán       | Pajtakor Tashkent  | Uzbekistán | 2003 |
| Super Liga de Uzbekistán | Pajtakor Tashkent  | Uzbekistán | 2004 |
| Copa de Uzbekistán       | Pajtakor Tashkent  | Uzbekistán | 2004 |
| Super Liga de Uzbekistán | Pajtakor Tashkent  | Uzbekistán | 2005 |
| Copa de Uzbekistán       | Pajtakor Tashkent  | Uzbekistán | 2005 |
| Super Liga de Uzbekistán | Pajtakor Tashkent  | Uzbekistán | 2006 |
| Copa de Uzbekistán       | Pajtakor Tashkent  | Uzbekistán | 2006 |
| Super Liga de Uzbekistán | Pajtakor Tashkent  | Uzbekistán | 2007 |
| Copa de Uzbekistán       | Pajtakor Tashkent  | Uzbekistán | 2007 |
| Super Liga de Uzbekistán | Bunyodkor Tashkent | Uzbekistán | 2009 |
| Super Liga de Uzbekistán | Bunyodkor Tashkent | Uzbekistán | 2010 |
| Copa de Uzbekistán       | Bunyodkor Tashkent | Uzbekistán | 2010 |
| Super Liga de Uzbekistán | Bunyodkor Tashkent | Uzbekistán | 2011 |
| Copa de Uzbekistán       | Bunyodkor Tashkent | Uzbekistán | 2012 |
| Super Liga de Uzbekistán | Bunyodkor Tashkent | Uzbekistán | 2013 |
| Copa de Uzbekistán       | Bunyodkor Tashkent | Uzbekistán | 2013 |
| Copa de Uzbekistán       | Lokomotiv Tashkent | Uzbekistán | 2014 |
| Super Liga de Uzbekistán | Lokomotiv Tashkent | Uzbekistán | 2016 |
| Copa de Uzbekistán       | Lokomotiv Tashkent | Uzbekistán | 2016 |
| Super Liga de Uzbekistán | Lokomotiv Tashkent | Uzbekistán | 2017 |
| Copa de Uzbekistán       | Lokomotiv Tashkent | Uzbekistán | 2017 |
| Super Liga de Uzbekistán | Lokomotiv Tashkent | Uzbekistán | 2018 |

### Distinciones individuales
| Distinción                       | Año  |
| -------------------------------- | ---- |
| Futbolista del año en Uzbekistán | 2008 |